# Барбор (округ, Западная Виргиния)
Округ Барбор (англ. Barbour County) располагается в США, штате Западная Виргиния. Официально образован 3 марта 1843 года, получил своё название в честь американского политического и государственного деятеля Филиппа Барбура. По состоянию на 2010 год, численность населения составляла 16 493 человека.

## География
По данным Бюро переписи США, общая площадь округа равняется 888 км², из которых 883 км² суша и 5 км² или 0,5 % это водоемы.

### Соседние округа
- Тейлор (Западная Виргиния) — север
- Такер (Западная Виргиния) — восток
- Рандолф (Западная Виргиния) — юго-восток
- Апшер (Западная Виргиния) — юго-запад
- Гаррисон (Западная Виргиния) — запад
- Престон (Западная Виргиния) — северо-восток

## Население
По данным переписи населения 2000 года в округе проживает 15 557 жителей в составе 6 123 домашних хозяйств и 4 365 семей. Плотность населения составляет 18 человек на км². На территории округа насчитывается 7 348 жилых строений, при плотности застройки около 8-ми строений на км². Расовый состав населения: белые — 97,36 %, афроамериканцы — 0,49 %, коренные американцы (индейцы) — 0,71 %, азиаты — 0,26 %, гавайцы — 0,02 %, представители других рас — 0,12 %, представители двух или более рас — 1,03 %. Испаноязычные составляли 0,47 % населения независимо от расы.
В составе 30,1 % из общего числа домашних хозяйств проживают дети в возрасте до 18 лет, 57,2 % домашних хозяйств представляют собой супружеские пары проживающие вместе, 10,3 % домашних хозяйств представляют собой одиноких женщин без супруга, 28,7 % домашних хозяйств не имеют отношения к семьям, 25,1 % домашних хозяйств состоят из одного человека, 12,6 % домашних хозяйств состоят из престарелых (65 лет и старше), проживающих в одиночестве. Средний размер домашнего хозяйства составляет 2,47 человека, и средний размер семьи 2,94 человека.
Возрастной состав округа: 23 % моложе 18 лет, 9,4 % от 18 до 24, 26,8 % от 25 до 44, 25,2 % от 45 до 64 и 15,6 % от 65 и старше. Средний возраст жителя округа 39 лет. На каждые 100 женщин приходится 96,7 мужчин. На каждые 100 женщин старше 18 лет приходится 92 мужчин.
Средний доход на домохозяйство в округе составлял 24 729 USD, на семью — 29 722 USD. Среднестатистический заработок мужчины был 24 861 USD против 17 433 USD для женщины. Доход на душу населения составлял 12 440 USD. Около 18,4 % семей и 22,6 % общего населения находились ниже черты бедности, в том числе — 32 % молодежи (тех кому ещё не исполнилось 18 лет) и 16,7 % тех кому было уже больше 65 лет.